# Tribunale penale internazionale
Il Tribunale penale internazionale (TPI) era un organo giurisdizionale istituito ad hoc con risoluzione del Consiglio di sicurezza dell'ONU per giudicare crimini di guerra e di genocidio in assenza di una Corte penale internazionale stabilmente operativa.
In passato sono stati istituiti:
- il Tribunale penale internazionale per l'ex-Jugoslavia;
- il Tribunale penale internazionale per il Ruanda.